# Geschichte der Volksrepublik China von Maos Tod bis 1981
Die Geschichte der Volksrepublik China von Maos Tod bis 1981 umfasst die Entwicklungen der Volksrepublik China in den Jahren 1976 bis 1981. Nach dem Tod Mao Zedongs kam in der Volksrepublik China Hua Guofeng an die Macht. Doch bereits 1977 erstarkte der Einfluss Deng Xiaopings auf die Politik des Landes und im Jahr 1981 wurde Hua Guofeng seiner letzten Ämter enthoben.

## Situation nach dem Tod Maos
Am 9. September 1976 starb Mao Zedong. Noch vor seinem Tode hatte er Hua Guofeng als Kompromisskandidat ohne größere eigene Hausmacht zu seinen Nachfolger ernannt. Es zeigte sich aber schnell, dass sich zwischen der Gruppe um die Maowitwe Jiang Qing und der Gruppe um Deng Xiaoping kein Kompromiss, sondern eine Auseinandersetzung mittels Militär und Volksmilizen anbahnte. Wie sich zeigte, hatte die sogenannte Viererbande um Jiang Qing dem Bündnis um Deng, führender Militärs und Hua wenig entgegenzusetzen und wurde am 6. Oktober 1976 verhaftet. (siehe dazu: Beendigung der Kulturrevolution)
Hua Guofeng bekam daraufhin die Schlüsselstellungen Parteivorsitzender, Ministerpräsident und Vorsitzender der Militärkommission zugesprochen. Hua wollte keine größere Revision der Kulturrevolution, sondern möglichst alles beim Alten lassen. Ausdruck dieser Bemühungen war seine „Zwei Alles Politik“, die besagte, dass nach wie vor sämtliche Lehren und Weisungen Maos unentwegt in die Tat umgesetzt werden müssten. Die Rückkehr Deng Xiaopings in die Politik wollte Hua verhindern, noch am 13. März 1977 forderte er die Fortsetzung der Kritik an Deng, musste jedoch der Mehrheit der Parteiführung nachgeben. Deng wurde im Mai rehabilitiert und im Juli in seine früheren Ämter wieder eingesetzt. Hua Guofeng wurde auf dem Parteitag im August 1977 als Parteivorsitzender bestätigt. Nach Misserfolgen in der Wirtschaftspolitik wurde Hua schrittweise entmachtet und ab dem 3. Plenum des elften Zentralkomitees im Dezember 1978 dominierte die Gruppe um Deng mit einer neuen Wirtschaftspolitik. Viele Opfer früherer Kampagnen wurden ab 1979 rehabilitiert, bis zum Jahr 1987 wurden 2,4 Millionen Urteile aus der Zeit 1949 bis 1976 aufgehoben.

## Huas Wirtschaftskonzept
Bereits im Dezember 1976 legte Hua ein Neuaufbauprogramm vor, das an den alten Prinzipien festhielt und wieder, ganz im Geiste des Großen Sprungs, unrealisierbare Ziele vorgab. Die vier Hauptpunkte waren
- Im ganzen Land „Kreise vom Dazhai-Typ“ aufzubauen. Dazhai war die Vorzeigevolkskommune Maos.
- Bis zum Jahr 1985 die Getreideernte auf 400 Mio. t zu erhöhen
- 12 Getreide-Hochleistungsgebiete auszubauen
- Bis 1985 sollten 85 % der Hauptarbeitsgänge in der Landwirtschaft mechanisiert ablaufen.

Im Zeichen ähnlich überzogener Ziele stand auch der Zehnjahresplan (1976 bis 1985) den Hua auf der ersten Plenarsitzung des fünften Volkskongresses im Februar 1978 vorlegte. Durch „vier Modernisierungen“ sollte China bis zum Jahr 2000 in eine „moderne, industrielle, sozialistische Großmacht“ verwandelt werden. Der Plan hatte folgende Schwerpunkte:
- Die Grund- und Schwerindustrien haben Vorrang vor der Landwirtschaft, die die zweite Priorität bekommt. Die Leicht- und Konsumgüterindustrien stehen erst an dritter Stelle.
- Höchste Priorität bekommt die strikte zentrale Planung, die umfassender als je zuvor ausgebaut werden soll.
- Die Bevölkerung soll durch ein allgemeines System von Leistungslöhnen und materiellen Anreizen zur Leistung motiviert werden.
- Im Interesse der raschen Modernisierung werden, falls nötig, hohe Haushaltsdefizite und Anleihen aus dem Ausland in Kauf genommen.

Der Plan sah im Detail vor, 120 industrielle Großprojekte zu erstellen, darunter 10 Stahlwerke und 30 neue Kraftwerke. 10 neue Ölfelder sollten erschlossen werden. Die Stahlproduktion als „Hauptkettenglied“ der Wirtschaftsentwicklung sollte von 31 Mio. t auf 60 Mio. t gesteigert werden. In Wirklichkeit wurde dann 1985 eine Stahlproduktion von 46 Mio. t geschafft.

## Dengs Aufstieg zur Macht
Ab Frühjahr 1978 begann Deng Gegenpositionen zu Hua aufzubauen und brach mit einer Grundregel Maos nach der anderen.
- Am 18. März 1978 forderte er auf der Nationalen Wissenschaftskonferenz eine Anerkennung der Arbeit der Intellektuellen. Die Wissenschaft sei die wichtigste Produktivkraft überhaupt und die Wissenschaftler seien keine „bürgerliche Intellektuellen“, sondern für China unverzichtbare „Kopfarbeiter“.
- Am 28. März 1978 forderte Deng die Rückkehr zum Leistungsprinzip.
- Am 5. April 1978 beschloss das ZK die so genannten „Rechten Elemente“ zu rehabilitieren und aus den Registern der Sicherheitsämter zu streichen. „Rechte Elemente“ warnen jene 540.000 Personen, denen im Rahmen der Rechtsabweichlerkampagne im Jahr 1957 „Rechtsabweichlertum“ vorgeworfen wurde. Seit dieser Zeit waren sie offiziell als Rechtsabweichler stigmatisiert und wurden staatlich benachteiligt.
- Am 22. April 1978 forderte Deng auf der Landesbildungskonferenz die Wiedereinführung der Leistungsschule, des Prüfungswesens und der Vermittlung von Fachwissen. Die Gehälter der Lehrer müssten aufgebessert werden.
- Im Mai gab Deng auf einer nationalen Konferenz von Politkommissaren die Parole aus, keine Doktrin oder Ideologie könne als Norm für die Wahrheit gelten. Die Norm der Wahrheit müsse in der Wirklichkeit gesucht werden, später abgekürzt zur Parole: „Die Wahrheit in den Tatsachen suchen.“ Eine klare Abgrenzung gegen die Verherrlichung der „Gedanken Mao Zedongs“.

Im Oktober 1978 sorgte die Gruppe um Deng dafür, dass die Möglichkeiten zur politischen Kritik in den Städten stark erweitert wurden und die Bevölkerung wurde zur Kritik mittels Wandzeitungen aufgerufen. Dies war der Startschuss für eine Bewegung, in der ab November 1978 beispielsweise in Peking an der Mauer der Demokratie Mao Zedong, die Kommunistische Partei Chinas, der Marxismus-Leninismus und auch Hua Guofeng massiv angegriffen wurden. Die Kritik wuchs immer weiter an und wurde, für viele völlig überraschend, im April 1979 von Deng, teilweise gewaltsam, wieder beendet. Die Bewegung hatte ihre Aufgabe, aus der Sicht Dengs, erfüllt. Die Herabsetzung der Maoisten, besonders von Hua Guofeng.
Im Dezember 1978, auf dem 3. Plenum des elften Zentralkomitees, zog Deng über die turbulente Zeit nach Maos Tod eine kritische Bilanz. Er sagte: „Dreißig Jahre Autarkie zwangen unseren Geist in die Abkapselung. Hinter uns liegen über zehn Jahre, in denen unser Horizont beschränkt war und wir uns sehr dünkelhaft gebärdeten. Wir saßen in einem Brunnen und meinten, dass der Himmel so groß wie die Brunnenöffnung sei. Dann wurde die Tür geöffnet und alles geriet aus dem Häuschen. Die Wirtschaft bäumte sich auf wie ein ungezügeltes Pferd. In politischer Hinsicht brachten uns die Wandzeitungen und die Demonstrationen völlig aus der Fassung. … Zusammenfassend muss ich sagen, dass es uns an Erfahrung fehlte. … Eine andere Ursache für die Probleme bestand darin, dass die Zeit nicht ausreichte und wir uns nur ungenügend vorbereiten konnten. Die Last die wir uns aufbürdeten, war zu schwer. …“
Auf demselben Plenum wurde Dengs Linie bestätigt und weiter ausgebaut. 11 erst kürzlich rehabilitierte Mitglieder aus der Umgebung Dengs wurden in das ZK gewählt und einer der engsten Mitarbeiter Dengs, Hu Yaobang, wurde, zusammen mit drei anderen Unterstützern des Kurses von Deng, in das Politbüro aufgenommen. Deng hatte sich mit seinem Kurs endgültig durchgesetzt. Die drei Kernbeschlüsse des Plenums waren, dass der Schwerpunkt der Arbeit der KP vom Klassenkampf zur Modernisierung des Landes zu verlagern sei, dass der Personenkult abzuschaffen sei und dass die Landwirtschaft bevorzugt zu fördern sei. Des Weiteren sei die Wirtschaft zu diversifizieren, dies bedeutete den Abbau des Vorrangs der „Hauptkettenglieder der Wirtschaft“ Stahl und Getreide. An Stelle des bisherigen Personenkults sollte die sozialistische Demokratie sowie das sozialistische Rechtssystem ausgebaut werden. Als Ziel wurde eine Rechts- statt Personenherrschaft ausgegeben.
Auf dem 4. Plenum im September 1979 und auf dem 5. Plenum im Februar 1980 konnte die Gruppe um Deng ihre Basis weiter ausbauen. Im höchsten politischen Gremium, dem Ständigen Ausschuss des Politbüros, wurde Dengs Politik inzwischen von vier Mitgliedern vertreten, zwei Mitglieder ließen sich nicht auf eine der beiden Linien festlegen, Hua stand mit seiner Position inzwischen jedoch alleine da.

## Dengs Modernisierungskonzept
Im April 1979 wurde das Modernisierungskonzept Huas durch die Reform- und Öffnungspolitik unter der Leitung von Deng abgelöst. Huas Konzept hatte zu Beginn zwar Erfolge vorzuweisen, sie entsprachen oft aber einer „Tonnenideologie“, die Qualität war oft nicht ausreichend. Alarmierend war das im Jahr 1979 aufgelaufene Staatsdefizit von 15,5 % im Staatshaushalt sowie Außenhandelsdefizite von 1978 von 1 Mrd. und 1979 von 2 Mrd. US-Dollar. Dies entsprach 1979 14,7 % des Exportvolumens Chinas.
Huas Konzept wurde durch ein Konzept mit folgenden Grundsätzen ersetzt.
- Vorrang der Leicht- und Konsumgüterindustrie vor der Landwirtschaft und vor der Grundstoff- und Schwerindustrie.
- Neben der zentralen Planung der Wirtschaft experimentelle Dezentralisierung in Einzelbetrieben der Leichtindustrie sowohl auf dörflicher Ebene in der Landwirtschaft.
- Ergänzung des Lohnstufensystems für materielle Anreize durch begrenzte privatwirtschaftliche Initiativen in der Landwirtschaft und im Dienstleistungssektor.
- Stetiger, aber kontrollierter und ausgewählter Technologieimport aus den wirtschaftlich hoch entwickelten Industriestaaten.
- Strikte Haushaltsdisziplin.

## Die Neuausrichtung nach Mao

### Neuausrichtung der ländlichen Politik
Die Umgestaltung der Wirtschaft betraf bis 1984 hauptsächlich die Landwirtschaft. Auf dem Land lebten drei Viertel aller Chinesen, die aufgrund ihrer Erfahrungen der letzten Jahrzehnte mit Passivität und Zynismus die Anweisungen der Parteikader ausführten. Die dringend gebrauchte Produktionssteigerung kam nur langsam voran. Für die Bauern war es seit Mitte der fünfziger Jahre eher zurück als vorwärts gegangen. Produktionssteigerungen auf dem Land waren aber dringend nötig, da, nach offiziellen Angaben, 1977 immer noch rund 100 Millionen Chinesen nicht genug zu essen hatten. Erfolge in der Landwirtschaft waren für weitere Reformschritte unabdingbar.
Mit zwei Grundsatzdekreten wurden die Einkommen der Landbevölkerung insgesamt verbessert. Die Ankaufspreise für die landwirtschaftlichen Produkte wurden erhöht, die Preise für Maschinen, Kunstdünger, Insektizide und Pestizide wurden gesenkt und landwirtschaftliches Nebengewerbe wurde unterstützt. Zur Weiterentwicklung wurden günstige Kredite vergeben.
Organisatorisch wurde Verantwortung nach unten delegiert. Die Rolle der Produktionsgruppen wurde gegenüber den Produktionsbrigaden und den Volkskommunen gestärkt. Die Volkskommunen selbst nahmen fast nur noch Verwaltungsaufgaben wahr. Die meisten Beschränkungen für die privaten Familiennebentätigkeiten wurden abgeschafft und der Anteil des Privatlandes an der Nutzfläche wurde von 5 bis 7 % auf 10–12 % erhöht. Die freien Märkten in den Dörfern unterlagen keinen Beschränkungen mehr und die Bauern konnten ihre erwirtschafteten Überschussgüter auch auf den Märkten in den Städten verkaufen.
Ab April 1980 ging man dazu über, Ackerland auch an Produktionsgruppen von wenigen Familien oder auch an Einzelfamilien zu verpachten. Das System war ähnlich dem System der „Drei Garantien und eine Belohnung“ das zu Beginn der 60er Jahre eingeführt wurde. Die Pächter mussten im Rahmen der „Produktionsverantwortung der Einzelhaushalte“ der Produktionsbrigade zusichern, eine festgelegte Menge eines genannten Produkts nach der Ernte an die Produktionsbrigade abzuliefern. Der Überschuss blieb beim Pächter, Nichterfüllung der Verpflichtungen konnte bestraft werden. Anstelle der bisherigen Unterordnung des einzelnen Bauern unter die Anweisungen Leiters der Produktionsmannschaft trat eine Vertragsbeziehung, in der genau die Rechte und Pflichten beider Seiten geregelt wurden. Ein solcher Vertrag sah beispielsweise folgendermaßen aus:
Pachtvertrag

1. Der Pächter erhält von der Produktionsmannschaften folgende Parzellen Land: …
2. Der Pächter erhält von der Produktionsmannschaft folgendes an Vieh und Gerät: …
3. Der Pächter verpflichtet sich am Ende der Erntesaison folgende Produkte abzuliefern:
  - Getreide: … kg
  - Schweinefleisch: … (genaue Festlegung)
  - Dazu wöchentlich: … Eier
4. Der Termin wird durch .... festgelegt
5. Die Produkte die über die Quote hineaus erzeugt werden stehen dem Pächter zur freien Verfügung.
6. Der Pächter erhält von der Produktionsmannschaft zu staatlichen Vorzugspreisen:
  - Düngemittel: … kg
  - Insektizide: … kg
  - Herbizide: … kg
  - Die Ausgabe wird vom Ausschuss .... festgelegt
7. Der Haushalt verpflichtet sich zur Ein-Kind-Politik.
8. Sollte der Haushalt seiner Verpflichtung nicht nachkommen wird … die Strafe festlegen. Der Pachthaushalt akzeptiert, dass ihm in solch einem Fall das Pachtgelände entzogen werden kann.
9. Sollte die Produktionsmannschaft ihren Verpflichtungen nicht nachkommen, so kann der Pachthaushalt den … anrufen.

Da die Überlassungsfristen oft zu 15 Jahren festgelegt waren, ergab sich eine dem Grundeigentum ähnliche Situation für den Pächter. Dieses System wurde 1981 in ganz China verbreitet.
In der neuen Verfassung 1982 wurde die Volkskommune in ihrer Funktion noch weiter reduziert. Im Wesentlichen blieb sie nur noch verantwortlich für größere Fabriken und Bewässerungsanlagen. Aufgaben die für die einzelnen Produktionsmannschaften zu groß waren.
Das System der „Produktionsverantwortung der Einzelhaushalte“ hatte darüber hinaus folgende Grundsätze:
- Die Eigentumsrechte am Boden blieben beim Kollektiv.
- Pächter durften keine Arbeiter einstellen und auch kein Land weiterverpachten.
- Die Produktionsgruppe hatte die Lebensmittelversorgung von Kaderfamilien, Soldatenfamilien sowie dem Personal sicherzustellen.
- Betriebe und Werkstätten in Kollektiveigentum waren weiterzuführen.
- Die Produktionsgruppe war verantwortlich, Kollektivaufgaben, z. B. Bewässerung, durchzuführen und konnte dazu Bauern rekrutieren.

Das Vertragssystem war für die Regierung wie für die Bauern ein Erfolg. Die dringend notwendige Erhöhung der landwirtschaftlichen Produktion wurde erreicht und die Bauern konnten in den fünf Jahren von 1981 bis 1985 ihr Einkommen um 13,7 % erhöhen. Ein neues Problem kam aber wieder auf und wurde von Parteilinken beklagt. Gemeinschaftsaufgaben wie Infrastrukturmaßnahmen oder Gesundheitsdienste traten gegenüber den neu angefachten Privatinteressen in den Hintergrund.

### Neuausrichtung der Industriepolitik
In der Industrie wurde das mehrstufige Leistungslohnsystem wieder eingeführt und die Entscheidungsfreiheiten der Direktoren ausgeweitet. Im Frühjahr 1979 erhielten sie weitgehende Befugnisse bei Ankauf- und Absatzentscheidungen. Im November 1979 wurden für über 10.000 Produkte die Preise freigegeben. Starke Preissteigerungen erzwangen aber 1980/81 eine teilweise Rückkehr zur Preisbindung. Im Dienstleistungsbereich wurden ab Winter 1979/80 wieder Privatbetriebe zugelassen. Offiziell wurden sie allerdings noch unter der Bezeichnung „Kollektivunternehmen“ geführt. Ab 7. Juli 1981 wurde dann die privaten Einzelbetriebe offiziell wieder zugelassen.
Insgesamt waren, im Gegensatz zu den umfassenden Änderungen in der Landwirtschaft, die Reformen in der Industrie bis 1984 noch gering. Zunächst wurden die Erfolge in der Landwirtschaft abgewartet um sich dann schrittweise in der Industrie weiter voranzutasten.

### Bildungspolitik
In der Bildungspolitik wurde wieder ein strenges Leistungsprinzip mit dem Ziel einer Fachausbildung ohne politische Indoktrinierung eingeführt. Das erste Mal seit Beginn der Volksrepublik wurden Stipendien für Auslandsstudien an Studenten vergeben.

### Die neuen Vier „Grundprinzipien des Staates“
Ab Frühjahr 1979 häuften sich Proteste und oppositionelle Strömungen. Bereits im Januar 1979 demonstrierten Tausende verelendeter Bauern für die Verbesserung ihrer Lage, anderseits demonstrierten viele aufs Land verschickte Jugendliche für ihre Rückkehr in die Städte. Am 29. März untersagte die Stadtverwaltung von Peking jegliche weitere Demonstrationen. Es wurden daraufhin die allgemeinen Grenzen für politische Aktivitäten bekannt gemacht, die später als „die vier Grundprinzipien“ in der Politik festgelegt wurden. Diese Grundprinzipien sind Sozialismus, die Diktatur des Proletariats, die Führungsrolle der Partei und die Gedanken Mao Zedongs.
Ende November 1979 wurde die Mauer der Demokratie in der Pekinger Innenstadt abgebaut und das verfassungsmäßig garantierte Recht, Wandzeitungen zu veröffentlichen, wurde im Sommer 1980 abgeschafft.

### Demokratisierung
Der Abbau der Überkonzentration in der Verwaltung wurde unter dem Schlagwort „Demokratisierung“ angegangen. Der Abbau der Überkonzentration wurde durch folgende Änderungen angegangen:
- Bessere Trennung von Partei und Verwaltung

Die Dominanz der Parteiausschüsse in den Betrieben wurde aufgehoben. Deng betonte, dass die Aufgabe der Parteiausschüsse in den Betrieben darin bestehe, das Management in seiner Arbeit zu unterstützen und nicht dem Management Vorschriften zu machen. Die Aufgaben der Parteiausschüsse seien in der Regel nach außen, zum Beispiel gegenüber Behörden, zu richten, betriebsintern haben Fachverantwortlichen das sagen.
- Dezentralisation von Verantwortlichkeiten auf die lokalen Ebenen

Unter Mao wurde möglichst viel zentralisiert. Unter dem Schlagwort „Demokratisierung“ wurde vieles wieder in die klassischen Basiseinheiten, die Danweis, zurückverlagert und die Betriebsautonomie gestärkt.
- Ausbau des Rechtssystems

Unter Mao wurde stets der Klassenkampfcharakter des Rechts betont. Für den „Klassenfeind“ galt nicht das gleiche Recht wie für die Angehörigen der „Volkes“. Bis 1979 gab es in China kaum Gesetze und wenn, dann wurden sie unterschiedlich, oder gar nicht, angewendet. Es gab weder ein Strafrecht noch ein Zivilrecht. Geurteilt wurde durch Parteikader im Namen der Volksmassen, Einsprüche waren nicht möglich. Zum Aufbau einer modernen Industrie war es aber unumgänglich, dass klare Regeln aufgebaut wurden. So wurde bereits 1979 ein am deutschen Recht angelehntes Strafrecht und Strafprozessordnung verabschiedet.
Trotz des Aufbaus des Rechtssystems blieben die Gerichte vom Staat, der sich ganz legal in alle Prozesse einmischen konnte, abhängig. Darüber hinaus blieb die von der Verwaltung ausgesprochen Strafen zur „Erziehung durch Arbeit“ (laojiao) bestehen.

### Umbau der VBA
Unter Mao galt das Dogma von der „Unvermeidbarkeit des Krieges“ und die Volksrepublik wurde mittels der Volksbefreiungsarmee im Bürgerkrieg geschaffen. Entsprechend hoch war Ansehen und Einfluss der Militärs in der Partei. 1969 wurde mit Lin Biao oberste Soldat des Landes in der Staatsverfassung zum Nachfolger Maos erklärt und fast die Hälfte der Mitglieder des Zentralkomitees der Partei waren Militärs. Bei der Neuausrichtung Chinas wurde Einfluss und Funktion des Militärs deutlich eingeschränkt. So waren 1978 noch 30 % der Mitglieder des Zentralkomitees Militärs, im Jahr 1985 nur noch 9 %. Bei den Reformbeschlüssen im Jahr 1978 war die „Neuordnung des Militärs“ zu einer der vier Hauptaufgaben bestimmt worden. Durch die Reform wurde die Armee um eine Million Soldaten verkleinert, auf der anderen Seite aber modernisiert. Aus der Volksarmee einfach bewaffneter Soldaten sollte eine modern bewaffnete Armee entstehen.
Politisch wurde der Armee wieder der in China „normale“ Platz zugewiesen, in dem die Armee als notwendiges Übel betrachtet, aber nicht besonders angesehen wurde. Gemäß dem Schlagwort „Ein guter Mensch wird nicht Soldat“. Die Volksarmee war nicht mehr „die Schule der Nation“.

### Der Status der Intellektuellen
Die Intellektuellen, das war in China jeder mit höherer Schulbildung, wurden unter Mao, noch hinter den acht anderen Kategorien von Klassenfeinden, als die „Stinkenden Neuner“ eingestuft. Dies wurde massiv geändert. Aus den „bürgerlichen Intellektuellen“ wurden „Werktätige im weißen Kittel“ die als besonders wichtige Schicht für die Modernisierung Chinas hofiert wurden. Zwiespältig blieb das Verhältnis zwischen Partei und Schriftsteller. Nur widerwillig akzeptierte es die Politik, dass die Literaten sich dem Dienen der aktuellen politischen Richtung entzogen.

## Die Ablösung Hua Guofengs als Parteivorsitzender
Nach dem Machtverlust Huas im Politbüro war Hua im November und Dezember 1980 heftigen Angriffen ausgesetzt. Das Politbüro beschloss, dass Hua zwar bis zum 6. Plenum des Zentralkomitees im Juni 1981 im Amt bleiben könne, dass er aber de facto seine Ämter unverzüglich an seine Nachfolger, Hu Yaobang als Vorsitzendem des ZK und Deng Xiaoping als Vorsitzendem der Militärkommission, abzutreten habe. Damit war erstmals in der Geschichte der Volksrepublik China ein Machtwechsel ohne Gewalt zustande gekommen. Mit dem Rücktritt Huas verschwand aber nicht die Opposition gegen die Politik Dengs. Der Ökonom Chen Yun kritisierte Deng Wirtschaftskurs der „freien Konkurrenz“ und Marshall Ye Jianying opponierte gegen den Umbau des Militärs. Am 6. März berichtete die Parteizeitung über Fraktionen in der Parteispitze und im Juni 1981 scheiterte Deng damit, Hu Yaobang zum Vorsitzenden der Militärkommission wählen zu lassen.

## Umdeutung der Mao-Zedong-Ideen
Bei der Neuausrichtung Chinas ergab sich die Frage, wie man mit den viel gerühmten „Ideen Mao Zedongs“ umgehen sollte. Man entschloss sich, die die Mao-Zedong-Ideen nicht zu verwerfen, sondern sie für den neuen Gebrauch umzudeuten. Zunächst wurden die „linken Fehler“ Maos dargestellt, z. B. Übertreibungen beim Klassenkampf, Gleichmacherei, Schablonisierung des Denkens. In einem nächsten Schritt wurden die „echten Mao Zedong Ideen“ herausgearbeitet. Dies beinhaltete z. B. das Vierklassenbündnis (Arbeiter, Bauern, Intellektuelle, Bourgeoisie), Verbindung zwischen Technikern, Arbeitern und Führungskadern, das Blühen von hundert Blumen, die zwei Arten der Widersprüche, d. h. Widersprüche im System und Widersprüche zum Klassenfeind. Im letzten Schritt wurden dann die "wahren Mao-Zedong-Ideen entwickelt. Dies waren die „Wahrheitssuche in den Tatsachen“, die Massenlinie, die Unabhängigkeit Chinas und das Dogma, dass der Kommunistischen Partei die Führung Chinas obliege. Auf diese Weise wurden die Mao-Zedong-Ideen den Vorstellungen Dengs gleichgesetzt.

## Offizielles Urteil über Mao
Im Februar 1980 wurde vom ZK ein Ausschuss zur Überprüfung der Rolle Maos in der Geschichte der Volksrepublik China eingerichtet. Auf dem 6. Plenum des ZK im Juni 1981 präsentierte dieser Ausschuss sein Urteil, welches einstimmig angenommen wurde. Es wurden Fehler Maos eingestanden, aber insgesamt fiel das Urteil milde aus. Maos „Fehler“ wurden auf Entscheidungen während des Großen Sprungs und der Kulturrevolution reduziert. Das Dokument räumte zwar ein, dass die Kulturrevolution auf Maos falsche Führung zurückginge, bezeichnete die Irrtümer aber als diejenigen eines großen proletarischen Revolutionärs. „Während er schwere Fehler beging“, so wird im Bericht festgestellt, „glaubte er nach wie vor, dass seine Theorie und Praxis marxistisch wären, und darin liegt seine Tragik.“
Die milde Beurteilung Maos war nicht überraschend. Bereits im Vorfeld dieses Berichts, im Oktober 1980, hatte Deng eine Richtung vorgegeben: „Wir können Verwirrung vermeiden, indem wir zwischen den Gedanken Mao Zedongs und seinen Ideen in den letzten Lebensjahren unterscheiden.“

## Die Verteufelung der „Viererbande“
Während das Urteil über die „Fehler“ Maos sehr zurückhaltend ausfiel, wurde die Gruppe um Jiang Qing zu Sündenböcken aufgebaut. Es gab kaum eine Schandtat, die man Jiang Qing nicht zugetraut oder auch in die Schuhe geschoben hätte, aber mit keinem Wort durfte erwähnt werden, dass die Kulturrevolutionäre eigentlich nur Werkzeuge Maos gewesen waren. Im November 1980 begann der Schauprozess gegen die „Viererbande“ sowie sechs Militärs. Er endete am 25. Januar 1981 mit der Todesstrafe für Jiang Qing sowie Zhang Chunqiao, dem früheren Shanghaier Parteichef, allerdings mit Vollzugsaufschub, sowie langjährigen Haftstrafen für die anderen Angeklagten. Andere bereits verstorbene führende Kulturrevolutionäre wurden noch nachträglich aus der Partei ausgeschlossen und ihre sterblichen Überreste aus dem Ehrenfriedhof der chinesischen Führungselite entfernt.

## Die „Große Rehabilitierung“
Neben der Verteufelung der Kulturrevolutionäre wurde ab 1979 ein Programm zu einer breit angelegten Rehabilitierung aufgelegt. Rehabilitiert wurden zunächst die prominenten Opfer der Kulturrevolution, z. B. Peng Dehuai und Liu Shaoqi, für die offizielle Trauerfeiern stattfanden. Rehabilitiert wurden aber vor allem zahllose kleine Opfer vergangener Kampagnen. Dies waren Mitglieder der „nationalen Bourggoisie“, Grundbesitzer, Reiche Bauern, „Konterrevolutionäre“, „schlechte Elemente“ sowie die „Rechtsabweichler“, deren Gruppe seit 1957 inzwischen auf zwei Millionen Personen angewachsen war. Insgesamt wurden zwischen 1979 und 1987 2,4 Millionen Urteile aus der Zeit von 1949 bis 1976 aufgehoben. Die Partei hatte zugegeben, dass sie über Jahrzehnte hinaus Millionen Menschen durch Fehlurteile geschadet hat.

## China fünf Jahre nach Maos Tod
Im Jahr 1981, also fünf Jahre nach Maos Tod verlor Hua Guofeng sein letztes politisches Amt. Hua, der die Politik Maos möglichst unverändert weiter betreiben wollte, war Geschichte. Während in der Landwirtschaft die neue Linie Einzug gehalten hatte, hatte sich in der Industrie noch nicht viel getan. Solange die Führung der Kommunistischen Partei nicht in Frage gestellt wurde, war das politische Klima freier und Massenkampagnen gegen irgendwelche Bevölkerungsgruppen waren nicht mehr zu befürchten. Aus den ehemals beschimpften und hintangestellten Wissenschaftlern wurden hofierte Werktätige. Eines hatte sich aber nur wenig verbessert: China war und blieb ein sehr armes Land. Auch nach offiziellen Angaben haben immer noch 100 Millionen Menschen gehungert.